# Calcedonio Tropea (médecin)
Pour les articles homonymes, voir Tropea (homonymie) et Calcedonio Tropea.
Calcedonio Tropea est un médecin italien, actif à Naples en 1854 durant la troisième pandémie de choléra.

## Œuvres
- (it) Calcedonio Tropea, Patologia e terapia, medica speciale delle fiogosi degli organi pneuma-gastrici, Naples, 1857. (Compte-rendu dans Il Severino, vol. XIX, 1858, p. 366.)
- (it) Calcedonio Tropea, Patologia e terapia medica speciale delle malattie degli organi digerati…, Naples, 1883, 214 p. (Fiche sur la Biblioteca Digitale Italiana)
- (it) Calcedonio Tropea, Sul colera : Frammenti di anatomia patologica, Naples, 1885 (SUDOC 109869478).
- (it) Calcedonio Tropea, Sulle paralisi idiopatiche (VIAF 245949147).